# Kaluza–Klein-elmélet
A Kaluza–Klein-elmélet Einstein elmélete ötdimenziós formalizmussal. Négydimenziósra redukálva megkapjuk Einstein elméletét a Maxwell-féle elektromágneses elmélettel csatolva. Ez volt a fény és a gravitáció első nemtriviális egyesítése. Napjainkban a húrelméletek magukban foglalják a Kaluza–Klein elméletet.

## Története
1919 áprilisában Einstein levelet kapott egy ismeretlen matematikustól, Theodor Kaluzától, aki a Königsbergi Egyetemen dolgozott. Kaluza egy néhány soros leírásban Einstein általános relativitáselméletét öt dimenzióban írta fel  (négy dimenziót használt a térre és egyet az időre), így kiadódott Maxwell elektromágnesességre vonatkozó elmélete. Vagyis a leírás mindkét elméletet egy képletben tartalmazta.  Mint korábban Riemann, Kaluza feltételezte, hogy a fény egy magasabb dimenzió hullámzása által keltett zavar. Ezzel egyesítette Einstein gravitációs elméletét és Maxwell fényelméletét úgy, hogy bevezette az ötödik dimenziót.
Kaluza elméletét az 1920-as években tőle függetlenül felfedezte Oskar Klein svéd fizikus, és továbbfejlesztette.
Az elmélet által leírt ötödik dimenzió egy kicsiny sugarú körbe van felcsavarodva. Ez önmagában nem lett volna baj, de az elmélet előírta, hogy a körnek térben is és időben is változatlannak kell lennie. Ez azonban nem felel meg Einstein általános relativitáselmélete lényegének, vagyis annak, hogy a térgeometria dinamikus természetű. Ha az általános relativitáselmélethez hozzáveszünk egy újabb térdimenziót, annak a geometriája dinamikus kell hogy legyen. Ebben az esetben a Kaluza–Klein elmélet szerint a gravitációs és elektromágneses hatások át tudnának alakulni egymásba. Azonban ilyen hatásokat nem tudtak megfigyelni a kísérleti fizikusok.
Az 1930-as években a fizikusok már tisztában voltak vele, hogy a gravitáción és az elektromágnesességen kívül más erők is léteznek. Tudtak az erős és a gyenge magerőkről. Ezeket azonban nem lehetett beemelni ebbe az „egyesített térelmélet”-be, bár ezen a problémán olyan matematikusok és fizikusok dolgoztak, mint Wolfgang Pauli, Erwin Schrödinger és Herman Weyl.
Az 1970-es évekre kiderült, hogy az összes neutrínó „balkezes” (a spinjük mindig az impulzusukkal ellenkező irányba mutat). Ezt az aszimmetriát a Kaluza–Klein-elmélet nem tudta megmagyarázni.